# تیکا
تیکا (به انگلیسی: Thika) شهری در استان مرکزی واقع در کشور کنیا است که در سال ۱۹۹۹ میلادی ۸۲٫۶۶۵ نفر جمعیت داشته و جمعیت آن در سال ۲۰۰۵ میلادی به ۹۹٫۵۳۸ نفر رسیده‌است.